# 科纳加尔
科纳加尔（Konnagar），是印度西孟加拉邦Hugli县的一个城镇。总人口72211（2001年）。

## 人口
该地2001年总人口72211人，其中男性37875人，女性34336人；0—6岁人口5947人，其中男3102人，女2845人；识字率80.49%，其中男性为83.87%，女性为76.77%。